# Viktor von Handel-Mazzetti
Viktor Freiherr von Handel-Mazzetti (* 26. November 1844 in Prag; † 7. Januar 1927 in Osternberg bei Braunau am Inn) war ein österreichischer Offizier, Genealoge und Historiker.

## Leben
Viktor von Handel-Mazzetti war ein Sohn des k.k. Generalmajors Ludwig Freiherrn von Handel-Mazzetti. Nachdem Viktor von Handel-Mazzetti das Gymnasium in Innsbruck 1864 absolviert hatte, schlug er wie sein Vater eine Offizierskarriere ein, die er als Kadett in Venedig begann und 1897 als Oberst und Kommandant eines Infanterieregimentes in Brünn beendete. Während seiner dreiunddreißigjährigen Dienstzeit war er längere Zeit als Lehrer für Geschichte und Geographie an den Infanteriekadettenschulen von Wien, Bratislava und Hermannstadt tätig.
Am 1. Januar 1897 trat Oberst Viktor von Handel-Mazzetti in den Ruhestand, übersiedelte nach Linz und war bis 1913 Archivreferent am oberösterreichischen Landesmuseum. Er arbeitete an den Bänden 6, 7, 8 und 9 des Oberösterreichischen Urkundenbuches. Etliche oberösterreichische Herrschaftsarchive verdanken ihm ihren Ordnungszustand, darunter Aurolzmünster, Götzendorf, Hartheim-Puchenau, Oberwalsee-Eschelberg, Schaunberg-Eferding, Hagenau-Hueb, Altenhof-Falkenstein-Leonstein. In seinen letzten Lebensjahren war er Archivar von Erzherzog Franz Salvator zu Schloss Wallsee.
Viktor von Handel-Mazzetti war Onkel des Botanikers Heinrich von Handel-Mazzetti und des Offiziers und Malers Eduard von Handel-Mazzetti.

## Werke
- Regesten von Urkunden und Acten aus dem Schlossarchive Aurolzmünster. In: Jahrbuch des Oberösterreichischen Musealvereines. Band 56, Linz 1898, S. 1–88 (zobodat.at [PDF]).
- Das Gemärke von Wildberg im Jahre 1198. In: Jahrbuch des Oberösterreichischen Musealvereines. Band 57, Linz 1899, S. 1–58 (zobodat.at [PDF]).
- Regesten von Urkunden und Acten aus dem Schlossarchive Aurolzmünster. In: Jahrbuch des Oberösterreichischen Musealvereines. Band 58, Linz 1900, S. 1–149 (zobodat.at [PDF]).
- Die Kapelle in Haselbach (St. Magdalena). In: Jahrbuch des Oberösterreichischen Musealvereines. Band 66, Linz 1908, S. 1–83 (zobodat.at [PDF]).
- Waltenstein und Eppenberg und die Herren „von Ort im Traunsee“. In: Jahrbuch des Oberösterreichischen Musealvereines. Band 67, Linz 1909, S. 1–127 (zobodat.at [PDF]).
- Die Schönhering-Blankenberg und Witigo de Blankenberg-Rosenberg. In: Jahrbuch des Oberösterreichischen Musealvereines. Band 70, Linz 1912, S. 91–121 (zobodat.at [PDF]).
- Die Vögte von Perg. In: Jahrbuch des Oberösterreichischen Musealvereines. Band 70, Linz 1912, S. 123–153 (zobodat.at [PDF]).
- Die Zakking-Sumerauer. In: Jahrbuch für Landeskunde von Niederösterreich. Band 11, 1912, S. 41–115 (zobodat.at [PDF]).